# Diodotos (polityk ateński)
Diodotos – starożytny ateński mówca i polityk, syn Eukratesa.
Znany z tego, że w roku 427 p.n.e. sprzeciwił się zbrodniczej propozycji Kleona, lidera radykalnej, imperialistycznej frakcji ateńskiej, który postulował, by mieszkańców Mityleny, miasta na wyspie Lesbos, które w 428 r. p.n.e. zbuntowało się przeciwko Atenom, wyniszczyć doszczętnie. Kleon proponował by wszystkich mężczyzn zabić, a kobiety i dzieci sprzedać w niewolę. Diodotos, sprzeciwił się na Zgromadzeniu Ludowym propozycji Kleona, stwierdzając, że takie okrutne postępowanie nie powstrzyma innych miast od buntu przeciwko władzy Ateńczyków, a tylko przedłuży opór już zbuntowanych. Dodatkowo, twierdził że, zniszczenie Mityleny spowoduje spadek dochodów Aten. Głosy na Zgromadzeniu podzieliły się niemal równo - połowa za propozycją Kleona, połową za Diodotosa. Ostatecznie wniosek Diodotosa przeszedł niewielką większością głosów.
Na wniosek Kleona wymordowano jednak inicjatorów rebelii, którzy akurat przebywali w Atenach jako jeńcy. Było ich nieco ponad 1000 osób. Mitylena straciła też mury obronne, flotę i oraz wszystkie posiadłości na wybrzeżu azjatyckim.
Diodotos jest wymieniony w dziele Wojna peloponeska Tukidydesa, które jest jedynym starożytnym źródłem zawierającym informację o tej postaci.